# TFF 1. Lig
La TFF 1. Lig (acronimo di Türkiye Futbol Federasyonu), nota per ragioni di sponsorizzazione come Trendyol 1. Lig, è il secondo livello del campionato turco di calcio. Fu fondata nel 2001 dopo la separazione dalla Seconda Lega turca Categoria B. Sempre allo stesso anno risale l'attuale formato a girone unico, dal momento che in precedenza era piuttosto divisa in più gironi.
Inizialmente era conosciuta con il nome di Seconda Lega turca Categoria A ed era composta da 20 squadre, poi ridotte a 18 nella stagione successiva, nel 2002. La divisione cambiò nome in TFF 1. Lig prima della stagione 2007-2008. Nella stagione 2006-2007 si chiamava Türk Telekom Lig A.
Questo campionato ha carattere professionistico.

## Formato
Prendono parte al campionato 18 squadre. Attualmente sono previste due promozioni dirette in Süper Lig, una terza promozione attraverso i play-off e tre retrocessioni in TFF 2. Lig.
Prima dell'annata 2005-2006 erano promosse in Süper Lig le prime tre classificate e le ultime tre venivano retrocesse nella Iddaa Lig B. Dal 2005-2006 al 2008-2009 erano promosse direttamente le prime due, mentre le quattro squadre piazzatesi dal terzo al sesto posto disputavano i play-off (la terza con la sesta e la quarta con la quinta, poi la finale) per determinare la terza squadra promossa. Nel 2009-2010 la terza squadra promossa fu determinata da play-off tra terza, quarta, quinta e sesta classificata nello stesso girone. Nel 2010-2011 il formato cambiò nuovamente: tornò il sistema a eliminazione diretta, ma con turni di play-off di andata e ritorno.
Al termine della stagione 2019-2020, prima sospesa per la pandemia di COVID-19 e poi ripresa, la federazione ha deciso di annullare le retrocessioni in terza serie.

## Squadre
Stagione 2024-2025.
| Squadra          | Città                   | Stadio                         | Capienza |
| ---------------- | ----------------------- | ------------------------------ | -------- |
| Adanaspor        | Adana                   | Stadio nuovo di Adana          | 14 805   |
| Amed             | Diyarbakır              | Stadio Diyarbakır              | 33 000   |
| Ankaragücü       | Ankara                  | Stadio Eryaman                 | 20 560   |
| Bandırmaspor     | Balıkesir               | Stadio 17 settembre            | 12 725   |
| Boluspor         | Bolu                    | Stadio Atatürk                 | 8 456    |
| Çorum            | Çorum                   | Stadio municipale              | 15 000   |
| Erzurumspor FK   | Erzurum                 | Stadio Kâzım Karabekir         | 23 700   |
| Esenler Erokspor | Istanbul (Esenler)      | Stadio Esenler                 | 5 296    |
| Fatih Karagümrük | Istanbul (Fatih)        | Stadio di Vefa                 | 12 000   |
| Gençlerbirliği   | Ankara                  | Stadio Eryaman                 | 22 000   |
| Iğdır            | Iğdır                   | Stadio comunale di Iğdır       | 2 700    |
| İstanbulspor     | Istanbul (Büyükçekmece) | Stadio Esenyurt Necmi Kadıoğlu | 7 500    |
| Keçiörengücü     | Ankara (Keçiören)       | Stadio Ankara Aktepe           | 4 883    |
| Kocaelispor      | Izmit                   | Stadio Kocaeli                 | 34 712   |
| Manisa           | Magnesia                | Stadio 19 maggio               | 16 597   |
| Pendikspor       | Istanbul (Pendik)       | Stadio Pendik                  | 2 500    |
| Sakaryaspor      | Sakarya                 | Stadio nuovo di Sakarya        | 28 113   |
| Şanlıurfaspor    | Şanlıurfa               | Stadio Şanlıurfa GAP           | 28 965   |
| Ümraniyespor     | Istanbul                | Stadio municipale              | 3 513    |
| Yeni Malatyaspor | Malatya                 | Stadio nuovo di Malatya        | 25 574   |

## Partecipazioni per squadra
Sono 180 i club ad aver preso parte alle stagioni della TFF 1. Lig dal 1963-1964 al 2021-2022 (in grassetto le partecipanti all'edizione 2021-2022):
- 36 volte:  Denizlispor,  Mersin İ. Yurdu
- 34 volte:  Sakaryaspor
- 33 volte:  Giresunspor,  Karşıyaka,  Konyaspor
- 32 volte:  Adana Demirspor,  Aydınspor,  Balıkesirspor,  Manisaspor,  Şekerspor (oggi Turanspor)
- 31 volte:  Adanaspor,  Altınordu,  Boluspor,  Elazığspor,  Orduspor
- 30 volte:  Antalyaspor
- 29 volte:  Bandırmaspor
- 28 volte:  Karabükspor
- 26 volte:  Çaykur Rizespor,  Göztepe,  Kayserispor,  Samsunspor,  Sivasspor,
- 25 volte:  Kocaelispor
- 24 volte:  Diyarbakırspor,  Erzurumspor,  Malatyaspor,  Sarıyer
- 22 volte:  Hatayspor,  İzmirspor
- 21 volte:  Beykoz SK 1908,  Eskişehirspor,  Kütahyaspor,  Şanlıurfaspor,  Türk Telekomspor
- 20 volte:  Düzcespor,  Edirnespor Gençlik,  İskenderunspor 1967
- 19 volte:  Fatih Karagümrük,  Gaziantep,  Kartalspor,  Petrol Ofisi,  Sebatspor
- 18 volte:  İstanbulspor
- 17 volte:  Afyonkarahisarspor,  Yeni Salihlispor
- 16 volte:  Ispartaspor,  Zonguldakspor
- 15 volte:  Altay,  Ankara Demirspor,  Bucaspor,  Gaziantepspor,  Gençlerbirliği,  MKE Kırıkkalespor,  Muğlaspor,  Siirtspor,  Vefaspor
- 14 volte:  Tarsus İdman Yurdu
- 13 volte:  İstanbul Başakşehir,  Dardanel,  Kasımpaşa,  K. Erciyesspor,  Vanspor
- 12 volte:  Bakırköyspor,  Erzincanspor,  Osmanlıspor
- 11 volte:  Alanyaspor,  Kahramanmaraşspor,  Keçiörengücü,  Mardinspor,  Yozgatspor
- 10 volte:  Anadolu Üsküdar,  Beylerbeyi,  Çorumspor,  Eskişehir Demirspor,  Gaziosmanpaşaspor,  Konya IY,  Lüleburgazspor,  Tirespor,  Uşakspor,
- 9 volte:  Bursaspor,  Çorluspor,  Eyüpspor,  Galata,  Güneşspor,  İnegölspor,  Kuşadasıspor,  Tekirdağspor
- 8 volte:  Ankaragücü,  Kırklarelispor,  Trabzonspor,  Zeytinburnuspor
- 7 volte:  Adıyamanspor,  Toprakofis,  Ülküspor,  Ümraniyespor
- 6 volte:  Artvin Hopaspor,  Ayvalikgucu,  Feriköy,  Menemen,  Sökespor,  Turgutluspor,  Ünyespor
- 5 volte:  Alibeyköyspor,  Altındağ SK,  Amasyaspor,  Babaeskispor,  Batman Petrolspor,  Burdurspor,  Küçükçekmecespor,  Mudurnuspor,  Nazilli Belediyespor,  TKİ Soma Linyitspor
- 4 volte:  Akhisar Belediyespor,  Çarşambaspor,  Gümüşhanespor,  Hacettepe,  İ. Güngörenspor,  Kemerspor,  Sitespor,  Tavşanlı Linyitspor,  Yalovaspor
- 3 volte:  Ağrıspor,  Bartınspor,  Beyoğluspor,  Ceyhanspor,  Davutpaşa,  Erzurumspor FK,  Kırşehirspor,  Marmarisspor,  Muşspor,  Nevşehirspor Gençlik,  Niğdespor,  Polatlıspor,  Sönmez Filamentspor,  Tokatspor,  1461 Trabzon,  Yeni Malatyaspor,  Yeşildirek,  Yeşilovaspor
- 2 volte:  Anadolu Hisarı İY,  Bafraspor,  Batmanspor,  Bayburtspor,  Bitlisspor,  Darıca Gençlerbirliği,  Fethiyespor,  Gönenspor,  Kastamonuspor,  Mobellaspor,  Ödemişspor,  Osmaniyespor,  Pendikspor,  Silifke Belediyespor,  Trabzonspor B,  Tuzlaspor,  Yeni Sincanspor
- 1 volta:  Afjet Afyonspor,  Anadolu Üsküdar,  Bergama Belediyespor,  Beypazari Belediyespor,  Bingölspor,  Bozüyükspor,  1926 Bulancakspor,  Bursaspor B,  Cizrespor,  Erdemir Ereğlispor,  Etibank SAS,  Fırat Üniversitesi,  Gölcükspor,  İzmir Demirspor,  Kilimli Belediyespor,  Konya Ereğlispor,  Nişantaşıspor,  Reyhanlıspor,  Silivrispor,  Taksim SK,  Uzunköprüspor,  Yedikule GSK

## Albo d'oro

### 2001 - 2005
| Stagione  | Vincitore   | Secondo           | Terzo          |
| --------- | ----------- | ----------------- | -------------- |
| 2001-2002 | Altay       | Elazığspor        | Adanaspor      |
| 2002-2003 | Konyaspor   | Çaykur Rizespor   | Sebatspor      |
| 2003-2004 | Sakaryaspor | Kayserispor       | Ankaraspor     |
| 2004-2005 | Sivasspor   | Vestel Manisaspor | K. Erciyesspor |

### 2005 - presente
| Stagione  | Vincitore            | Secondo             | Vincente play-off     |
| --------- | -------------------- | ------------------- | --------------------- |
| 2005-2006 | Bursaspor            | Antalyaspor         | Sakaryaspor (4°)      |
| 2006-2007 | Gençlerbirliği       | İstanbul Başakşehir | Kasımpaşa (5°)        |
| 2007-2008 | Kocaelispor          | Antalyaspor         | Eskişehirspor (4°)    |
| 2008-2009 | Manisaspor           | Diyarbakırspor      | Kasımpaşa (4°)        |
| 2009-2010 | Karabükspor          | Bucaspor            | Konyaspor (6°)        |
| 2010-2011 | Mersin İ. Yurdu      | Samsunspor          | Orduspor (5°)         |
| 2011-2012 | Akhisar Belediyespor | Elazığspor          | Kasımpaşa (4°)        |
| 2012-2013 | K. Erciyesspor       | Çaykur Rizespor     | Konyaspor (6°)        |
| 2013-2014 | İstanbul Başakşehir  | Balıkesirspor       | Mersin İ. Yurdu (6°)  |
| 2014-2015 | Kayserispor          | Ankaraspor          | Antalyaspor (4°)      |
| 2015-2016 | Adanaspor            | Karabükspor         | Alanyaspor (3°)       |
| 2016-2017 | Sivasspor            | Yeni Malatyaspor    | Göztepe (5°)          |
| 2017-2018 | Çaykur Rizespor      | Ankaragücü          | Erzurumspor FK (5°)   |
| 2018-2019 | Denizlispor          | Gençlerbirliği      | Gaziantep (5°)        |
| 2019-2020 | Hatayspor            | Erzurumspor FK      | Fatih Karagümrük (5°) |
| 2020-2021 | Adana Demirspor      | Giresunspor         | Altay (5°)            |
| 2021-2022 | Ankaragücü           | Ümraniyespor        | İstanbulspor (4°)     |
| 2022-2023 | Samsunspor           | Çaykur Rizespor     | Pendikspor (3°)       |
| 2023-2024 | Eyüpspor             | Göztepe             | Bodrum (4°)           |
| 2024-2025 | Kocaelispor          | Gençlerbirliği      | Fatih Karagümrük (3°) |

### Vittorie per squadra
| Squadra              | Vittorie | Stagione             |
| -------------------- | -------- | -------------------- |
| Sivasspor            | 2        | 2004-2005, 2016-2017 |
| Altay                | 1        | 2001-2002            |
| Konyaspor            | 1        | 2002-2003            |
| Sakaryaspor          | 1        | 2003-2004            |
| Bursaspor            | 1        | 2005-2006            |
| Gençlerbirliği       | 1        | 2006-2007            |
| Kocaelispor          | 1        | 2007-2008            |
| Manisaspor           | 1        | 2008-2009            |
| Karabükspor          | 1        | 2009-2010            |
| Mersin İ. Yurdu      | 1        | 2010-2011            |
| Akhisar Belediyespor | 1        | 2011-2012            |
| K. Erciyesspor       | 1        | 2012-2013            |
| İstanbul Başakşehir  | 1        | 2013-2014            |
| Kayserispor          | 1        | 2014-2015            |
| Adanaspor            | 1        | 2015-2016            |
| Çaykur Rizespor      | 1        | 2017-2018            |
| Denizlispor          | 1        | 2018-2019            |
| Hatayspor            | 1        | 2019-2020            |
| Adana Demirspor      | 1        | 2020-2021            |
| Ankaragücü           | 1        | 2021-2022            |
| Samsunspor           | 1        | 2022-2023            |
| Eyüpspor             | 1        | 2023-2024            |